# Puchar Pięciu Narodów 1914
Puchar Pięciu Narodów 1914 – piąta edycja Pucharu Pięciu Narodów, corocznego turnieju w rugby union rozgrywanego pomiędzy pięcioma najlepszymi zespołami narodowymi półkuli północnej, która odbyła się pomiędzy 1 stycznia a 13 kwietnia 1914 roku. Wliczając turnieje w poprzedniej formie, od czasów Home Nations Championship, była to trzydziesta druga edycja tych zawodów. W turnieju zwyciężyła Anglia, która pokonała wszystkich rywali i tym samym zdobyła Triple Crown oraz Wielkiego Szlema.
Zgodnie z ówczesnymi zasadami punktowania dropgol był warty cztery punkty, podwyższenie dwa, natomiast przyłożenie i pozostałe kopy trzy punkty.

## Mecze
| 1 stycznia 1914 | Francja                   | 6:8(3:0) | Irlandia                               | Parc des Princes, Paryż Widzów: 25 000 Sędzia: E. Calver |
| 1 stycznia 1914 | André 3 (P) Lacoste 3 (P) | 6:8(3:0) | Quinn 3 (P) Tyrrell 3 (P) Lloyd 2 (pd) | Parc des Princes, Paryż Widzów: 25 000 Sędzia: E. Calver |

| 17 stycznia 1914 | Anglia                                    | 10:9(5:4) | Walia                                    | Twickenham Stadium, Londyn Widzów: 30 000 Sędzia: James Greenlees |
| 17 stycznia 1914 | Brown 3 (P) Pillman 3 (P) Chapman 4 (2pd) | 10:9(5:4) | Watts 3 (P) Bancroft 2 (pd) Hirst 4 (dg) | Twickenham Stadium, Londyn Widzów: 30 000 Sędzia: James Greenlees |

| 7 lutego 1914 | Walia                                                                      | 24:5(7:5) | Szkocja       | Cardiff Arms Park, Cardiff Widzów: 35 000 Sędzia: V. Drennan |
| 7 lutego 1914 | Davies 3 (P) Hirst 7 (P, dg) Wetter 3 (P) Bancroft 7 (2pd, K) Lewis 4 (dg) | 24:5(7:5) | Stewart 3 (P) | Cardiff Arms Park, Cardiff Widzów: 35 000 Sędzia: V. Drennan |

| 14 lutego 1914 | Anglia                                                              | 17:12(6:7) | Irlandia                                   | Twickenham Stadium, Londyn Widzów: 40 000 Sędzia: T. Schofield |
| 14 lutego 1914 | Davies 3 (P) Lowe 6 (2P) Pillman 3 (P) Roberts 3 (P) Chapman 2 (pd) | 17:12(6:7) | Jackson 3 (P) Quinn 3 (P) Lloyd 6 (pd, dg) | Twickenham Stadium, Londyn Widzów: 40 000 Sędzia: T. Schofield |

| 28 lutego 1914 | Irlandia                   | 6:0 | Szkocja | Lansdowne Road, Dublin Sędzia: James Baxter |
| 28 lutego 1914 | McNamara 3 (P) Quinn 3 (P) | 6:0 |         | Lansdowne Road, Dublin Sędzia: James Baxter |

| 2 marca 1914 | Walia                                                                              | 31:0(13:0) | Francja | St. Helens Ground, Swansea Widzów: 20 000 Sędzia: John Miles |
| 2 marca 1914 | Davies 3 (P) Evans 3 (P) Hirst 3 (P) Uzzell 6 (2P) Wetter 6 (2P) Bancroft 10 (5pd) | 31:0(13:0) |         | St. Helens Ground, Swansea Widzów: 20 000 Sędzia: John Miles |

| 14 marca 1914 | Irlandia     | 3:11(3:3) | Walia                                              | Balmoral Showgrounds, Belfast Sędzia: J. Tulloch |
| 14 marca 1914 | Foster 3 (P) | 3:11(3:3) | Davies 3 (P) Jones 3 (P) Wetter 3 (P) Lewis 2 (pd) | Balmoral Showgrounds, Belfast Sędzia: J. Tulloch |

| 21 marca 1914 | Szkocja                                             | 15:16(3:3) | Anglia                                            | Inverleith, Edynburg Sędzia: T. Schofield |
| 21 marca 1914 | Huggan 3 (P) Will 6 (2P) Turner 2 (pd) Bowie 4 (dg) | 15:16(3:3) | Lowe 9 (3P) Poulton-Palmer 3 (P) Harrison 4 (2pd) | Inverleith, Edynburg Sędzia: T. Schofield |

| 13 kwietnia 1914 | Francja                                                     | 13:39(8:13) | Anglia                                                                          | Stade Olympique Yves-du-Manoir, Colombes Widzów: 20 000 Sędzia: J. Games |
| 13 kwietnia 1914 | André 3 (P) Capmau 3 (P) Lubin-Lebrère 3 (P) Besset 4 (2pd) | 13:39(8:13) | Davies 3 (P) Lowe 9 (3P) Poulton-Palmer 12 (4P) Watson 3 (P) Greenwood 12 (6pd) | Stade Olympique Yves-du-Manoir, Colombes Widzów: 20 000 Sędzia: J. Games |

## Inne nagrody
- Wielki Szlem –  Anglia (po pokonaniu wszystkich rywali)
- Triple Crown –  Anglia (po pokonaniu wszystkich rywali z Wysp Brytyjskich)
- Calcutta Cup –  Anglia (po zwycięstwie nad Szkocją)